# Noiselet
Noiselet是一群具有類似雜訊性質的函數。Noiselet和小波（wavelet）的關係就如同傅立葉級數的基底函數和時域信號的關係，如果一個信號在小波域具有緊緻性，則此信號可以在noiselet域展開。

## 應用
在壓縮感知中，Noiselet可以用來重建在小波域具有緊緻性的信號，例如，在noiselet域取得MRI的資料，再利用壓縮感知，可以由欠採樣（undersampled）的資料重建出影像。